# Lucien Le Cam
Lucien Marie Le Cam (Croze, Creuse, França, 18 de novembro de 1924 – 25 de abril de 2000) foi um matemático e estatístico francês.

## Biografia
Após concluir sua formação escolar em uma escola católica em 1942, começou a estudar em um seminário em Limoges, que abandonou imediatamente ao saber que lá não poderia estudar química. Continuou então a estudar em um lycée, que não ensinava química mas ensinava matemática. No fim da Segunda Guerra Mundial estava em Paris, onde estudou na Universidade de Paris, obtendo a graduação em 1945, com o grau de Licence ès Sciences.
Em 1950 foi convidado para ser instrutor da Universidade da Califórnia em Berkeley; chegou naquele outono, e tencionava ficar um ano lá. Na primavera de 1951 encontrou sua futura mulher (Louise Romig, filha do estatístico Harry Romig), decidindo permanecer mais tempo, sendo admitido para o programa de doutorado. Obteve um Ph.D. em 1952, sendo indicado professor assistente em 1953.
Em 1976 tornou-se membro da Academia de Artes e Ciências dos Estados Unidos. Foi palestrante convidado do Congresso Internacional de Matemáticos em Quioto (1990: Some recent results in the asymptotic theory of statistical estimation).

## Publicações selecionadas
- Le Cam, Lucien (1986). Asymptotic Methods in Statistical Decision Theory. [S.l.]: Springer-Verlag
- Le Cam, Lucien; Yang, Grace Lo (2000). Asymptotics in statistics: some basic concepts. [S.l.]: Springer. ISBN 0-387-95036-2
- Le Cam, Lucien (1990). «Maximum likelihood — an introduction». ISI Review. 58 (2): 153–171. doi:10.2307/1403464